# Wiktor Budzyński (polityk)
Wiktor Budzyński (lit. Viktoras Budzinskis; ur. 7 marca 1888 w Eustachowie k. Wyłkowyszek, zm. 1976 w Puszczykowie) – działacz mniejszości polskiej na Litwie, jej przywódca w latach 1924–1935, poseł na Sejm Republiki Litewskiej.

## Życiorys
Uczęszczał do gimnazjów w Mariampolu i Rydze, które ukończył w 1907. W latach 1907–1911 studiował nauki rolnicze na Uniwersytecie Jagiellońskim, po czym odbył kilkumiesięczną praktykę na terenie Wielkopolski. W latach 1912–1915 gospodarzył na terenie rodzinnego Eustachowa. 
W czasie I wojny światowej ewakuowany do białoruskiego Mohylewa, opiekował się lokalnymi uchodźcami polskimi. 
W niepodległej Litwie sprawował mandat posła na sejm II i III kadencji w latach 1923–1927, wybrany w okręgu Kowno. W latach 1924–1935 prezes Związku Polaków na Litwie „Pochodnia”. Po 1935 odsunął się od działalności społecznej. 
Podczas okupacji niemieckiej mieszkał w Wilnie, z którego udało mu się wyjechać w 1945. Wchodził w skład Komisji ds. Litewskich (mianowany przez delegata rządu na kraj w Wilnie). 
Zamieszkał w wielkopolskim Puszczykowie, gdzie został pochowany.